# Wicked: For Good
Wicked: For Good (titulada: Wicked: Por siempre en Hispanoamérica, Wicked: Parte II  en España) es una próxima película estadounidense musical y fantástica dirigida por Jon M. Chu y escrita por Winnie Holzman y Dana Fox. Secuela directa de «Wicked»; y la segunda entrega de la serie de películas de dos partes, adapta el segundo acto del musical de 2003 de Stephen Schwartz y Holzman, que se basaba libremente en la novela de Gregory Maguire de 1995, a su vez una reinterpretación de El maravilloso mago de Oz de L. Frank Baum y su adaptación cinematográfica de 1939. Cynthia Erivo, Ariana Grande, Jonathan Bailey, Ethan Slater, Marissa Bode, Michelle Yeoh y Jeff Goldblum repiten sus papeles de la primera entrega. Ambientada en Oz antes y después de la llegada de Dorothy Gale desde Kansas, la trama sigue la amistad de Elphaba y Glinda, puesta a prueba al aceptar sus nuevas identidades respectivas como la Bruja Mala del Oeste y Glinda la Buena, y cómo las consecuencias de sus acciones cambiarán Oz para siempre.
Universal Pictures y Marc Platt, que produjeron el musical teatral, anunciaron la adaptación cinematográfica en 2012. Tras un largo desarrollo y múltiples retrasos, en parte a la pandemia de COVID-19, Chu fue contratado para dirigirla, con Erivo y Grande en el reparto en 2021. La adaptación se dividió en dos partes. El rodaje de ambas películas comenzó en diciembre de 2022 en Inglaterra, se interrumpió en julio de 2023 por la huelga de SAG-AFTRA de 2023, y se reanudó y concluyó en enero de 2024.
Wicked: For Good se estrenará en Estados Unidos el 21 de noviembre de 2025, de la mano de Universal Pictures.

## Premisa
Antes y después de la llegada de Dorothy Gale desde Kansas al País de Oz, Elphaba Thropp lucha por aceptar su personalidad "malvada" como la Bruja Mala del Oeste y continúa luchando por los derechos de los animales y otras causas, mientras se enfrenta a las consecuencias de sus actos y al creciente temor que inspira en los ciudadanos. Tal y como se describe en la película anterior. Mientras tanto, Glinda Upland parece alinearse con el Mago y el régimen de Madame Morrible, ya que es elevada como símbolo de la bondad y se convierte en una figura pública conocida como Glinda la Buena. Sin embargo, su lealtad hacia Elphaba y su sentido de la moralidad se verán puestos a prueba. Ahora Capitán de la Guardia, Fiyero Tigelaar se encuentra dividido entre la lealtad a el Mago y sus persistentes sentimientos hacia Elphaba, por lo que finalmente se pone de su lado para enfrentarse al el Mago.

## Reparto

Bailey, Erivo, y Grande (I-D) repetiran sus papeles de la primera película como Fiyero, Elphaba, y Glinda, respectivamente en la segunda película.

- Cynthia Erivo como Elphaba Thropp, Una joven incomprendida que nació con la piel verde y que se conoce como la Bruja Mala del Oeste.[2][3]
- Ariana Grande como Glinda Upland, una joven popular conocida como Glinda la Buena.[2][3]
- Jonathan Bailey como Fiyero Tiggelaar, un príncipe winkie y capitán de la guardia del Mago que más tarde se convierte en el Espantapájaros.[4]
- Jeff Goldblum como El mago de Oz[5]
- Marissa Bode como Nessarose Thropp, la hermana menor parapléjica de Elphaba y gobernadora de Munchkinland, que más tarde se convierte en la Bruja Mala del Este.
- Ethan Slater como Boq Woodsman, un munchkin que trabaja como sirviente de Nessarose y que más tarde se convierte en el Hombre de Hojalata.[3]
- Michelle Yeoh como Madame Morrible, la antigua decana de brujería de la Universidad de Shiz, que trabaja para el Mago.[6]
- Bowen Yang como Pfannee, uno de los amigos universitarios de Glinda que ahora trabaja como uno de sus asistentes.[7][8]
- Bronwyn James como ShenShen, otra de las amigas universitarias de Glinda que ahora trabaja como una de sus asistentes[9]
- Sharon D. Clarke como la voz de Dulcibear, un oso parlante y antigua niñera de Elphaba y Nessarose.[9]

Además, Kerry Ellis, una de las actrices que interpretó a Elphaba en el escenario tanto en la producción de Broadway como en la del West End, aparecerá en un cameo aún por revelar.

## Producción

### Desarrollo
En 2012 se anunció la adaptación cinematográfica del musical de Broadway Wicked. con fechas de estreno previstas para el 20 de diciembre de 2019, el 22 de diciembre de 2021, el 25 de diciembre de 2024 y el 27 de noviembre de 2024. Tras numerosos retrasos, la película finalmente consiguió una fecha de estreno para el 22 de noviembre de 2024. En abril de 2022, el director Jon M. Chu anunció que la adaptación se dividiría en dos partes, diciendo:

Mientras preparábamos la producción durante el último año, se hizo imposible condensar la historia de «Wicked» en una sola película sin dañarla realmente... Al intentar eliminar canciones o recortar personajes, esas decisiones comenzaron a parecernos concesiones fatales al material original que nos ha entretenido a todos durante tantos años. Decidimos ampliarnos el lienzo y hacer no solo una película de «Wicked», ¡sino dos! Con más espacio, podemos contar la historia de «Wicked» tal y como debe contarse, al tiempo que aportamos aún más profundidad y sorpresa a los viajes de estos queridos personajes. 

### Preproducción
En junio de 2022, Stephen Schwartz confirmó que se escribiría una nueva canción para una de las dos películas:

Nos resultó muy difícil pasar de «Defying Gravity» sin un descanso... Esa canción está escrita específicamente para bajar el telón, y cualquier escena que la siguiera sin un descanso parecía enormemente anticlimática... Incluso siendo una película muy larga, nos obligó a cortar u omitir cosas que queríamos incluir y que creemos que los fans del espectáculo y de la historia apreciarían. Lo que hemos discutido es que los cambios deben ser «aditivos», por usar el término del productor Marc Platt. Deben añadir algo a la historia o a los personajes. No pueden ser simplemente cambios para hacer algo diferente. Estoy seguro de que, cuando se haga la película, si todos seguimos aportando lo mismo, podré hablar con cualquiera que tenga alguna pregunta sobre los cambios realizados con respecto al espectáculo teatral y justificar por qué creo que es mejor para la película.

En noviembre de 2022, Schwartz reveló que la película incluirá dos nuevas canciones «para satisfacer las exigencias de la narración». En diciembre de 2024, Chu reveló que la película tendrá un tono mucho más oscuro en comparación con la primera película, y que el personaje de Dorothy Gale tendrá un papel más destacado en comparación con el segundo acto del musical.

### Rodaje
El rodaje principal comenzó junto con Wicked el 9 de diciembre de 2022 y estaba casi terminado en julio de 2023, antes de que la producción se suspendiera debido a la huelga SAG-AFTRA de 2023.  Ambas películas reanudaron la producción el 24 de enero de 2024 y concluyeron el rodaje el 26 de enero. Las voces de los actores durante los números musicales se grabaron en directo en el set, sobre todo por insistencia de Erivo y Grande, con la colaboración del mezclador de sonido ganador de un Premio Óscar Simon Hayes, ganador de un Óscar, colaboró con Chu en la grabación de las voces de los actores, utilizando una variante de las mismas técnicas de grabación que se implementaron en Los Miserables. Chu también citó la película de Steven Spielberg de 1991, Hook, como fuente de inspiración para el uso de decorados a gran escala y efectos prácticos en la película, con el fin de dar vida a los numerosos elementos del País de Oz, incluyendo nueve millones de coloridos tulipanes plantados en el lugar para rodear el decorado de Munchkinland y un auténtico Camino de baldosas amarillas pavimentado en el suelo con barro real. Chu también citó las películas de 1998 Pleasantville y The Truman Show como influencias en la forma en que ambas películas retratan temáticamente el País de Oz, diciendo: «Ayuda a crear esta idea de rebeldía que está descubriendo esta nueva generación más joven... ¿Hasta dónde llevará eso a todos en Oz a lo largo de toda la historia de ambas películas? Es el despertar de una generación. Empiezas a ver la verdad sobre cosas que tal vez te enseñaron de otra manera».

### Postproducción y efectos visuales
El 6 de febrero de 2024, se confirmó en Twitter que Industrial Light & Magic y Framestore proporcionará los efectos visuales de la película con Pablo Helman como supervisor de efectos visuales, y que el trabajo de posproducción estaba en curso, con Chu trabajando a distancia con el editor Myron Kerstein a través de la comunicación mediante el recién lanzado Apple Vision Pro. La edición de la película se detuvo durante la mayor parte de 2024 para que Chu pudiera terminar la posproducción de la primera película y así comprender cómo continuaría la historia en la secuela. La posproducción se reanudó en noviembre de 2024, inmediatamente después de la gira de prensa y el estreno de la primera película, y la edición se realizó con Avid Media Composer.
El 16 de diciembre de 2024, se reveló el título oficial de la película, «Wicked: For Good», que comparte su subtítulo con el nombre del penúltimo número musical del musical.

### Música

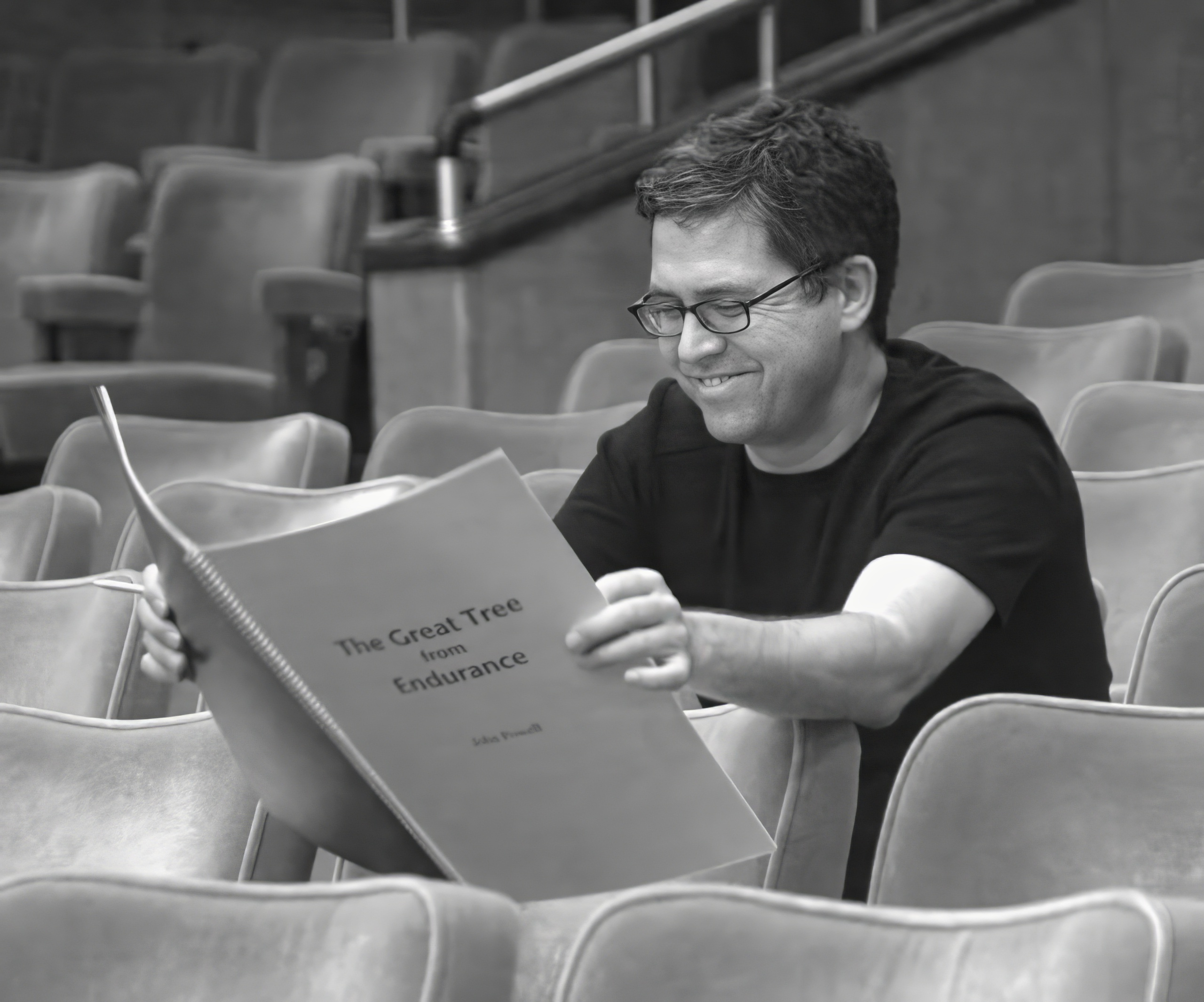
John Powell (retratado en 2008), co-compuso la música incidental de la película con Stephen Schwartz.

Los álbumes de banda sonora de esta película y de Wicked serán publicados por Republic Records/Verve Label Group, los respectivos sellos discográficos de Grande y Erivo, y ya se ha publicado la primera banda sonora. En julio de 2024, se reveló que John Powell había compuesto la música incidental de la película, repitiendo sus funciones de la película anterior. Jeff Atmajian actualizó las orquestaciones originales de William David Brohn para las canciones y amplió la orquesta de los 23 músicos originales de la versión teatral a 125 para la película. El director musical original del musical, Stephen Oremus, dirigirá las canciones, mientras que Powell dirigirá la banda sonora incidental. Greg Wells, Oremus y Schwartz son los productores musicales. En enero de 2025, Wells reveló que está en proceso de grabar instrumentos en directo, con la grabación prevista para mayo o junio de 2025 con la orquesta en AIR Studios, seguida de la mezcla durante los meses siguientes. Más tarde ese mismo mes, el estudio doméstico de Wells quedó destruido en el incendio de Palisades de 2025, lo que detuvo la producción.

#### Números musicales principales y esperados
- "No One Mourns the Wicked" (Reprise) – Ensemble
- "Thank Goodness" – Glinda, Madame Morrible y Ciudadanos de Oz
- "The Wicked Witch of the East" – Elphaba, Nessarose y Boq
- "Wonderful" – The Wizard y Elphaba
- "I'm Not That Girl" (Reprise) – Glinda
- "As Long as You're Mine" – Elphaba y Fiyero
- "No Good Deed" – Elphaba
- "March of the Witch Hunters" – Boq y Ozians
- "For Good" – Elphaba y Glinda
- "Finale: For Good" (Reprise) – Glinda, Elphaba y Ozians

Se compusieron dos nuevas canciones para la película, atendiendo a las exigencias de la narrativa. Una será para Elphaba, escrita en colaboración con Erivo, y la otra para Glinda.

## Cambios con respecto al musical
Dividir la adaptación cinematográfica en dos partes permitió a los cineastas profundizar en las relaciones entre los personajes, en particular Elphaba y Glinda, para que el público pudiera comprenderlos mejor. La actriz Marissa Bode, quien interpreta a Nessarose y usa una silla de ruedas en la vida real, reveló que la secuencia de la "Bruja Malvada del Este" se presentará de manera diferente a como se presenta en el escenario.

## Estreno
"Wicked: For Good" se estrenará en cines, incluyendo versiones en RealD 3D, IMAX, Dolby Cinema, 4DX, ScreenX y D-Box, el 21 de noviembre de 2025, por Universal Pictures, tras haber sido programadas para el 26 de noviembre de 2025 y el 25 de diciembre de 2025, antes de ser adelantadas para evitar la competencia con Zootopia 2 y Avatar: Fire and Ash, respectivamente.

### Marketing
Metraje exclusivo de ambas películas de la adaptación en dos partes, incluyendo las primeras escuchas de las respectivas versiones de Grande y Erivo de "Popular" y "Defying Gravity", se presentó en la Asociación Nacional de Propietarios de Cines el 26 de abril de 2023, presentado en el escenario por la presidenta de Universal Pictures, Donna Langley. El primer tráiler de la primera película, en forma de un "First Look" de 60 segundos, se estrenó durante el Super Bowl LVIII el 11 de febrero de 2024. Este tráiler mostraba breves fragmentos de la segunda parte que confirmaban que la película contendría nuevas escenas para ampliar la trama del segundo acto del musical, incluyendo una sobre la boda de Glinda y otra del Mago enviando a Dorothy, Espantapájaros, Hombre de Hojalata y Cowardly Lion al Winkie Country en las Tierras del Oeste de Oz para matar a Elphaba. En febrero de 2025, Chu reveló que el primer tráiler oficial de la película se estrenaría en algún momento durante la primavera o principios del verano de 2025, después de rechazar la oferta de emitirlo durante el Super Bowl LIX debido a dificultades técnicas en torno al trabajo de efectos visuales de la película. El tráiler finalmente debutó en la edición 2025 de CinemaCon el 2 de abril, presentado en el escenario por Erivo, Grande, Chu y Platt. Tras el debut del tráiler en CinemaCon, este se lanzó al público el 4 de junio de 2025 a través de un evento para fans organizado por Regal Cinemas que incluyó un relanzamiento en cines de Wicked, antes de debutar en línea posteriormente. Un especial de televisión musical, The Wicked Event Special, presenta al elenco e invitados especiales interpretando canciones de "Wicked" y "Wicked: For Good" en vivo desde el Peacock Theater en Los Ángeles, y se emitirá en NBC en noviembre de 2025 para promocionar la película.

## Futuro
En noviembre de 2024, Schwartz y Holzman declararon que estaban hablando sobre la posibilidad de "algo" más relacionado con "Wicked", pero que no se titularía "Wicked Parte Tres" ni "Parte Cuatro". Además, manifestaron su interés en expandir el universo cinematográfico de Wicked.
Desde el estreno de la primera película, la adaptación cinematográfica está en proceso de convertirse en una franquicia mediática, con atracciones de parques temáticos basadas en las películas actualmente en desarrollo en Universal Destinations & Experiences.